# رقص مجسمانه
رقص مجسمانه یا رقص مجسمه یا رقص مانکنی (به انگلیسی: Stop dance) استُپ رقص نوعی رقص برای بزرگسالان در ایران یا یک بازی تفریحی چند نفره برای کودکان در بریتانیا است.
بازی اینگونه است که داور آهنگی را پخش می‌کند و بازیکنان می‌رقصند.
زمانی که داور آهنگ را قطع می‌کند بازیکنان باید بایستند و از جایشان تکان نخورند.
آخرین نفر که می‌ایستد باید دیگر بازیکنان را با شکلک در آوردن بخنداند تا بسوزند.
بازی به همین روال ادامه دارد.